# Шапел Женест
Шапел Женест (фр. Chapelle-Geneste) насеље је и општина у централној Француској у региону Оверња, у департману Горња Лоара која припада префектури Бријуд.
По подацима из 2011. године у општини је живело 136 становника, а густина насељености је износила 7,53 становника/km². Општина се простире на површини од 18,06 km². Налази се на средњој надморској висини од 1004 метара (максималној 1.114 m, а минималној 668 m).

## Демографија
| 1962. | 1968. | 1975. | 1982. | 1990. | 1999. | 2011. |
| ----- | ----- | ----- | ----- | ----- | ----- | ----- |
| 195   | 247   | 180   | 151   | 139   | 141   | 136   |

График промене броја становника у току последњих година